# Konkubin

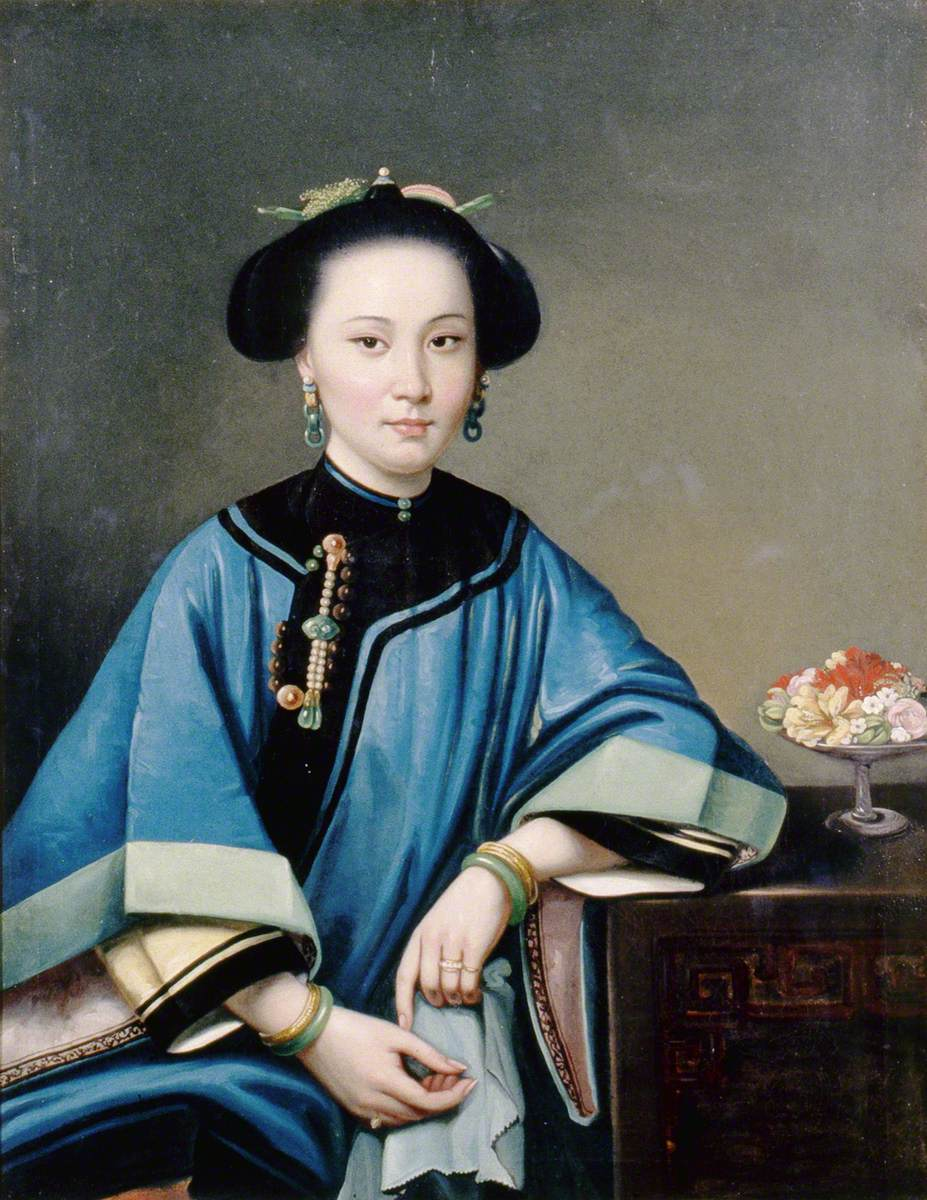
Porträtt från 1864 av en kinesisk konkubin, av Lam Qua.

En konkubin (latin concubina, av concumbere, "lägga sig tillsammans med någon") är en gammal benämning på en kvinna som utan att vara gift med en man lever tillsammans och har samlag med honom medan mannen försörjer henne. Historiskt sett har detta vanligen berott på skild social status, då en man haft en eller flera hustrur, och vid sidan av dessa ett antal konkubiner.
I äldre tider och i vissa kulturer kunde konkubinerna vara slavar. Inom den muslimska kulturen var konkubiner alltid slavar, eftersom en man endast fick ha samlag med sina hustrur eller sina slavar. Ett exempel på detta var det kejserliga haremet i Osmanska riket. 